# Knivsta landskommun
Knivsta landskommun var en tidigare kommun i Stockholms län. 

## Administrativ historik
Landskommunen bildades 1863 ur Knivsta socken i Ärlinghundra härad i Uppland. Den utvidgades vid kommunreformen 1952 genom sammanläggning med landskommunerna Alsike, Lagga, Vassunda och Östuna. 
År 1967 när Skepptuna landskommun upplöstes inkorporerades därifrån Husby-Långhundra församling.
Landskommunen uppgick 1971 i Uppsala kommun och bytte då samtidigt län till Uppsala län och bröts ur Uppsala kommun 2003 och bildade då Knivsta kommun.

### Kyrklig tillhörighet
I kyrkligt hänseende tillhörde kommunen Knivsta församling. Den 1 januari 1952 tillkom församlingarna Alsike, Lagga, Vassunda och Östuna. Den 1 januari 1967 tillkom ovannämnda Husby-Långhundra församling.

## Geografi
Knivsta landskommun omfattade den 1 januari 1952 en areal av 208,85 km², varav 203,49 km² land. Efter nymätningar och arealberäkningar färdiga den 1 januari 1955 omfattade landskommunen den 1 januari 1961 en areal av 209,06 km², varav 205,21 km² land.

### Tätorter i kommunen 1960
| Tätort  | Folkmängd |
| ------- | --------- |
| Knivsta | 1 533     |
| Alsike  | 271       |

Tätortsgraden i kommunen var den 1 november 1960 47,6 procent.

## Politik

### Mandatfördelning i valen 1938-1966
| 8 | 2 | 2 | 3 |

| 15 |

| 11 | 6 | 3 |

| 19 |

| 11 | 3 | 3 | 3 |

| 20 |

| 16 | 8 | 8 | 3 |

| 34 |

| 15 | 7 | 7 | 6 |

| 34 |

| 15 | 9 | 4 | 7 |

| 33 |

| 16 | 9 | 5 | 5 |

| 31 |

| 13 | 11 | 5 | 6 |

| 30 | 5 |